# Izajasz (Kopiński)
Izajasz, nazwisko świeckie Kopiński, rzadziej Kopiński-Borisowicz (zm. 5 października 1640 w Kijowie) – biskup prawosławny I Rzeczypospolitej, prawosławny metropolita kijowski w latach 1631–1633.
Ukończył prawosławną szkołę w Ostrogu. Następnie został mnichem w ławrze Pieczerskiej. W późniejszym okresie sprawował kolejno funkcję ihumena monasteru Objawienia Pańskiego w Kijowie (1615–1616), Monasteru Międzygórskiego (1616–1620) oraz trzech monasterów ufundowanych przez Rainę Wiśniowiecką w dobrach rodowych (1619–1631).
W 1620 patriarcha jerozolimski Teofan III w tajemnicy wyświęcił nowych biskupów prawosławnych w Rzeczypospolitej, reaktywując tym samym nieistniejącą od unii brzeskiej hierarchię prawosławną w kraju. Ihumen Izajasz został wyświęcony na biskupa przemyskiego. De facto nigdy jednak nie objął swoich obowiązków, a jego chirotonia nie została uznana przez króla. W 1622 nawiązał kontakty z carem i patriarchą moskiewskim i całej Rusi, których prosił o pomoc materialną dla prawosławnych w Rzeczypospolitej, w szczególności dla kierowanych przez siebie monasterów na Naddnieprzu. Po śmierci metropolity Hioba w marcu 1631 bez zgody króla polskiego objął urząd metropolity kijowskiego. Było to możliwe dzięki poparciu Kozaków i kijowskiego bractwa prawosławnego. Izajasz skupił wokół siebie konserwatywną, niechętną unii część duchowieństwa świeckiego i zakonnego oraz prawosławnej szlachty, wzywał do walki z unią aż do jej całkowitego zniszczenia. W dalszym ciągu utrzymywał bliskie kontakty z Rosją, które – w interpretacji różnych autorów – miały prowadzić do podporządkowania prawosławia w Rzeczypospolitej Patriarchatowi Moskiewskiemu lub jedynie do zapewnienia sobie azylu w Rosji w przypadku usunięcia z katedry kijowskiej.
Na mocy decyzji sejmu konwokacyjnego z 1632 i sejmu elekcyjnego z 1633 hierarchia wyświęcona przez Teofana III miała zostać zastąpiona przez nowych biskupów – metropolitę Izajasza zastąpił na katedrze kijowskiej Piotr Mohyła. Izajasz odszedł z urzędu, zamieszkując w przekazanym mu w dożywocie monasterze św. Michała Archanioła o Złotych Kopułach. Pozostał jednak w konflikcie z nowym metropolitą, który w odróżnieniu od niego skłaniał się ku porozumieniu z unitami, jak również opowiadał się za reformami w Kościele prawosławnym i zmodernizowaniem go na wzór zachodni. W 1635 Izajasz na nowo zaczął podburzać prawosławne duchowieństwo przeciwko metropolicie Piotrowi, który w odpowiedzi usunął go z monasteru św. Michała Archanioła, a następnie z klasztorów w dobrach Wiśniowieckich. W 1638, po wydaniu królewskiego uniwersału wzywającego do prawosławno-unickiego porozumienia, Izajasz ogłosił Piotra Mohyłę apostatą. Zarzucił mu, że pragnąc zostać patriarchą kijowskim, zgodził się uznać zwierzchnictwo papieża i przyczynić się do ostatecznego zniszczenia Kościoła prawosławnego w Rzeczypospolitej. Rozpowszechniane przez Izajasza pogłoski wywołały panikę wśród mnichów monasterów na Naddnieprzu, którzy masowo zbiegli do Rosji; sam Izajasz, wobec braku perspektyw na odzyskanie urzędu metropolity lub chociaż przełożonego klasztorów w dobrach Wiśniowieckich, również pragnął się tam udać. Został jednak zatrzymany przez ludzi Piotra Mohyły i zmuszony do zamieszkania w Ławrze Pieczerskiej, gdzie pozostawał do śmierci.
Autor pouczeń duchowych kontynuujących myśl teologiczną i ascetyczną mnichów Athosu.

## Życiorys

### Młodość i wczesna działalność

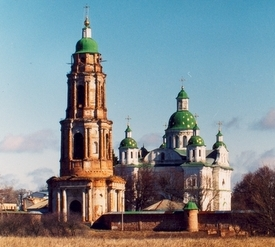
Mgarski Monaster Przemienienia Pańskiego w okolicach Łubni. Izajasz (Kopiński) był jego pierwszym przełożonym i współtwórcą

Ukończył prawosławną szkołę w Ostrogu lub według innego źródła – lwowską szkołę bracką. Następnie wstąpił do ławry Pieczerskiej. W 1615 przeszedł do nowo powstałego monasteru Objawienia Pańskiego w Kijowie, pozostającego pod opieką miejscowego bractwa. Został jego pierwszym przełożonym, jak również rektorem szkoły brackiej przy klasztorze. Po roku przeszedł do Monasteru Międzygórskiego, gdzie także kierował wspólnotą.
W 1619, zachowując dotychczasową godność, został przełożonym trzech monasterów ufundowanych przez Rainę Wiśniowiecką: w okolicach Łubni, w Hustyni i w Ładanie. Hieromnich Izajasz brał udział w tworzeniu wszystkich trzech wspólnot. Zgodnie z wolą fundatorki klasztory zawsze miały mieć jednego przełożonego.

### Biskup
6 października 1620 przyjął chirotonię na biskupa przemyskiego. Ceremonia odbyła się w tajemnicy w prywatnym domu w kijowskiej dzielnicy Padół pod eskortą Kozaków zaporoskich. Głównym konsekratorem był patriarcha jerozolimski Teofan III, który wracał do swojego Kościoła z Moskwy. W tym samym miesiącu Teofan wyświęcił jeszcze pięciu biskupów, zaś biskupowi przemyskiemu Hiobowi nadał godność metropolity kijowskiego. W ten sposób w Rzeczypospolitej po unii brzeskiej ponownie zaczęła funkcjonować hierarchia prawosławna (dyzunicka). Chirotonie, którym przewodniczył patriarcha, odbyły się bez wymaganej w takich przypadkach zgody króla, co oznaczało, że wyświęceni biskupi nie byli uznawani za legalnie działających hierarchów przez państwo. W związku z tym biskup Izajasz nigdy nie dotarł do Przemyśla.

### Wpływ Izajasza na zacieśnienie kontaktów między prawosławnymi w Rzeczypospolitej a Rosją
Wobec niemożności faktycznego sprawowania urzędu i ogólnie złej sytuacji Kościoła prawosławnego w Rzeczypospolitej, nadal działającego nielegalnie (państwo uznawało jedynie Cerkiew unicką), w 1622 biskup Izajasz zwrócił się z prośbą o pomoc materialną do Rosji (zarówno do cara, jak i do patriarchy Filareta). Był to pierwszy taki przypadek w historii Kościoła prawosławnego w Rzeczypospolitej po unii brzeskiej. Biskup przemyski, obok metropolity kijowskiego Hioba, był prekursorem bliskich kontaktów między prawosławną hierarchią biskupów prawosławnych Rzeczypospolitej a Patriarchatem Moskiewskim.
W swoim liście do cara duchowny opisywał położenie Cerkwi w Rzeczypospolitej jako bardzo trudne, podnosił brak wsparcia dla niej ze strony możnych rodów, które w większości przeszły na katolicyzm. Twierdził, że wyświęcona w tajemnicy hierarchia duchowna jest prześladowana przez katolików obrządku łacińskiego oraz przez unitów, co uniemożliwia jej jakąkolwiek działalność. Również w piśmie adresowanym do patriarchy Izajasz podkreślał, że prawosławie w Rzeczypospolitej przetrwa tylko dzięki łasce bożej i wsparciu moskiewskiemu. Polecił także swoim posłom ustnie zorientować się, czy car nie mógłby przyjąć w swoim państwie mnichów z trzech monasterów, którymi kierował biskup, jak również jego samego.
W kolejnych latach kontakty między carem i patriarchą moskiewskim a duchowieństwem prawosławnym Rzeczypospolitej nasiliły się i stały się regularne. Sam Izajasz w 1625 wyjechał do Rosji. Trzy lata później został biskupem smoleńskim i czernihowskim, jednak ponownie władze polskie nie uznały jego nominacji i hierarcha faktycznie przebywał w monasterach Ukrainy Naddnieprzańskiej. Nadal utrzymywał kontakty z carem, jednak nie zawsze utrzymywał, że prawosławne duchowieństwo w Rzeczypospolitej jest prześladowane. W 1626, gdy dziesięciu mnichów z Monasteru Mgarskiego uciekło do Putywla, hierarcha bezskutecznie domagał się zmuszenia ich do powrotu, jak również zapewniał, że ich opowieści o prześladowaniach, jakim byli poddani, nie są zgodne z prawdą.

### Metropolita kijowski

#### Rywalizacja z Piotrem Mohyłą

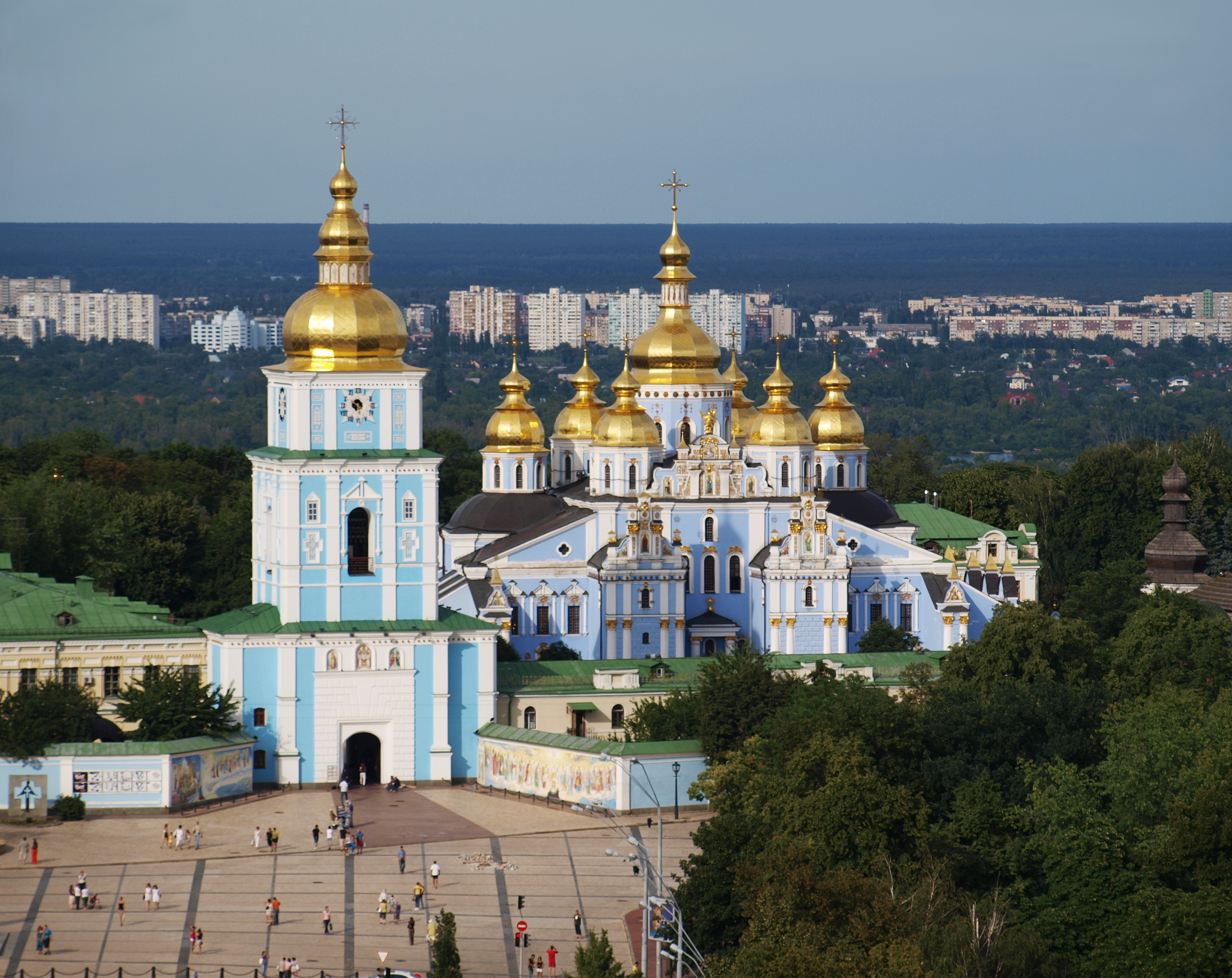
Monaster św. Michała Archanioła o Złotych Kopułach

Metropolita kijowski Hiob wskazał jako najodpowiedniejszego kandydata na swojego następcę archimandrytę Ławry Pieczerskiej Piotra Mohyłę. Mimo to po jego śmierci w marcu 1631 biskupi wybrali na urząd metropolity biskupa Izajasza. Duchowny przystąpił do sprawowania godności natychmiast, bez wymaganej zgody króla. Było to możliwe dzięki poparciu Kozaków i kijowskiego bractwa prawosławnego. Miało ono za złe Piotrowi Mohyle, iż zorganizował w Ławrze Pieczerskiej szkołę teologiczną niezależną od kijowskiej szkoły brackiej. Przy pomocy Kozaków Izajasz siłą zamienił kijowski monaster św. Michała Archanioła o Złotych Kopułach na swoją rezydencję. Jego intronizację przeprowadził jeden z hierarchów Patriarchatu Konstantynopolitańskiego goszczący na Ukrainie. Chociaż duchowny nie uzyskał przywileju królewskiego na katedrę, Zygmunt III Waza de facto tolerował jego działalność w Kijowie.
Według większości autorów już w tym momencie nowy metropolita nie miał on poparcia części duchowieństwa i wiernych, którzy skłaniali się ku zachowaniu lojalnej postawy wobec Rzeczypospolitej, jak również dopuszczali zawarcie ugody z unitami – ich kandydatem na metropolitę był znacznie bardziej umiarkowany w poglądach, prozachodnio nastawiony archimandryta ławry Peczerskiej Piotr Mohyła. Mironowicz twierdzi, że sytuacja taka zaistniała dopiero po 1633, zaś w latach 1631–1633 Izajasz (Kopiński) był powszechnie uznawany za pełnoprawnego metropolitę. Po ukonstytuowaniu się obozu zwolenników Piotra Mohyły metropolita Izajasz zdawał sobie sprawę z tego, że nie ma szans ani na zjednanie sobie wszystkich prawosławnych w kraju, ani na uzyskanie królewskiego przywileju na katedrę kijowską. Dlatego też praktycznie natychmiast nawiązał nowe kontakty z carem i utrzymywał je stale przez cały okres sprawowania urzędu. W ocenie Mironowicza apelował do cara o uznanie wszystkich prawosławnych w Rzeczypospolitej za swoich poddanych, by zdobyć dla nich wsparcie w obliczu nieprzychylnej polityki króla. Zdaniem Hodany podstawowym celem metropolity Izajasza było jednak zdobycie rosyjskiego wsparcia jedynie dla siebie i kierowanych przez siebie monasterów, a także uzyskanie gwarancji azylu w Rosji w razie klęski w rywalizacji z Piotrem Mohyłą. Według jeszcze innej interpretacji, jaką przedstawił J. Dzięgielewski, zamiary metropolity były znacznie poważniejsze. Jego zdaniem metropolita Izajasz, pragnąc wykorzystać bezkrólewie po zgonie Zygmunta III Wazy, dążył do zlikwidowania unii brzeskiej za wszelką cenę i dopuszczał nawet możliwość zbrojnej konfrontacji. Jego agitacja antyunicka padała na podatny grunt wśród prawosławnych Kozaków i chłopów, w szczególności na Wołyniu i Bracławszczyźnie. Rozbudzone przez metropolitę antyunijne nastroje miały wpływ na postawę prawosławnej szlachty na sejmie konwokacyjnym w czerwcu 1632; sejm ten rozpoczął się od groźby bojkotu obrad przez posłów ruskich, jeśli Kościół prawosławny nie odzyska dawnych praw. Posłowie prawosławni byli popierani przez szlachtę protestancką.
W 1632 Izajasz skierował posłanie do Jeremiego Wiśniowieckiego w związku z jego konwersją z prawosławia na katolicyzm. W tym samym czasie toczył z Piotrem Mohyłą ożywioną polemikę nt. prawosławnego szkolnictwa w Rzeczypospolitej, jednak ostatecznie zgodził się na połączenie założonego przez niego kolegium z kijowską szkołą bracką (nastąpiło to w 1632). Również w 1632, w sierpniu, metropolita Izajasz razem z innymi przedstawicielami duchowieństwa brał udział w radzie kozackiej w Czarnej Dąbrowie. Wzywał Kozaków do nieugiętego wspierania prawosławia, zapewniając, że będzie w stanie zapewnić im carską protekcję – był zdania, że w razie niepowodzenia samodzielnych działań Kozacy powinni porozumieć się z Rosją.
Sejm konwokacyjny, a następnie sejm elekcyjny wypracowały tymczasowe porozumienie między unitami a prawosławnymi. Ustalono wówczas m.in. procedurę wyboru prawosławnego metropolity kijowskiego, który miał być wskazywany przez duchowieństwo i szlachtę, a następnie otrzymywać przywilej królewski na katedrę. Oznaczało to, że metropolita Izajasz, który nielegalnie rozpoczął sprawowanie urzędu, musiał z niego ustąpić. Sejm elekcyjny wyznaczył na nowego metropolitę kijowskiego Piotra Mohyłę. Dekrety królewskie usunęły z katedr również pozostałych biskupów wyświęconych w tajemnicy przez patriarchę Teofana III. Tak przeprowadzone zmiany personalne były interpretowane przez niektórych badaczy jako wynik intryg Piotra Mohyły, inni uznawali je za wynik wyjątkowej sytuacji, w jakiej znalazła się hierarchia prawosławna w Rzeczypospolitej – król nie mógł zwyczajnie zalegalizować działalności biskupów wyświęconych wbrew prawu i woli jego poprzednika. Mychajło Hruszewski twierdził, że metropolita Izajasz i inni biskupi musieli zrezygnować z urzędów z powodu wcześniejszych ożywionych kontaktów z carem i patriarchą moskiewskim. Stiepan Gołubiew argumentował natomiast, że wybór bardziej wpływowych, lepiej urodzonych i młodszych biskupów okazał się dla Cerkwi korzystny.
Rywalizację między dwoma kandydatami na tron metropolitalny interpretuje się jako konfrontację dwóch wizji Kościoła, jego miejsca w Rzeczypospolitej, dwóch różnych typów pobożności i formacji intelektualnej. Wokół Izajasza (Kopińskiego) skupiali się konserwatywni, słabo wykształceni mnisi oraz biali duchowni, nadal popierali go Kozacy; stał się reprezentantem środowisk nieufnych wobec państwa polsko-litewskiego, niechętnych reformom Kościoła, w szczególności tych, które miałyby czerpać inspirację z chrześcijaństwa zachodniego.

#### Ustąpienie z urzędu i dalsza działalność
Izajasz nie przeszkodził Piotrowi Mohyle w uroczystym wjeździe do Kijowa, co nastąpiło w lipcu 1632. Piotr Mohyła przejął także katedralny sobór Mądrości Bożej w Kijowie. Nowy metropolita wymusił na Izajaszu ostateczną rezygnację z urzędu i zgodził się jedynie na dalsze kierowanie przez niego monasterem św. Michała Archanioła o Złotych Kopułach, który duchowny otrzymał od króla w dożywocie (wcześniej była to rezydencja metropolitalna). Władysław IV zgodził się również, by Izajasz na nowo objął zarząd trzech monasterów w dobrach Wiśniowieckich, a także by posługiwał się honorowym tytułem biskupa siewierskiego i zadnieprzańskiego. Król miał nadzieję, że decyzje te skłonią duchownego do zaprzestania szerzenia agitacji antyunijnej, która mogłaby spotkać się z żywym odzewem wśród Kozaków nierejestrowych. Odejście Izajasza z urzędu zaakceptował patriarcha konstantynopolitański.
Mimo to nie wszyscy zwolennicy usuniętego hierarchy pogodzili się z jego odejściem, zwłaszcza w świetle faktu, że nowy metropolita objął urząd na mocy królewskiego dekretu. Aby m.in. skłonić Kozaków do zaakceptowania nowej hierarchii cerkiewnej, król skierował na Sicz Adama Kisiela i (niezależnie od niego) biskupa mścisławskiego, mohylewskiego i orszańskiego Józefa. Ich misja zakończyła się powodzeniem.
Konflikt między hierarchami nie został tym samym zakończony. W 1635 Izajasz na nowo zaczął podburzać prawosławne duchowieństwo przeciwko metropolicie Piotrowi, który w odpowiedzi usunął go z monasteru św. Michała Archanioła, a następnie z klasztorów w dobrach Wiśniowieckich. W 1638, po ogłoszeniu królewskiego uniwersału wzywającego do prawosławno-unickiego porozumienia, Izajasz ogłosił Piotra Mohyłę apostatą. Zarzucił mu, że pragnąc zostać patriarchą kijowskim zgodził się uznać zwierzchnictwo papieża i przyczynić się do ostatecznego zniszczenia Kościoła prawosławnego w Rzeczypospolitej. Tym samym celowo rozdmuchał plotki nt. przyszłości obydwu chrześcijańskich Kościołów wschodnich krążące po ziemiach ukraińskich. Tego rodzaju oskarżenia rozpowszechniał wśród mnichów monasterów na Naddnieprzu, którymi niegdyś kierował. Agitacja duchownego, jak również fakt, że został on zmuszony do opuszczenia klasztorów, którymi zarządzał od wielu lat sprawiła, że mnisi z monasterów w Hustyni i Łubniach oraz mniszki z monasteru w Ładanie masowo porzucili swoje siedziby i przekroczyli granicę rosyjską, rozpowszechniając po drodze wieści o zapowiadanej ekspansji katolicyzmu. Razem z nimi do Rosji udali się także inni duchowni oraz świeccy prawosławni, przekonani do tego przez uciekających mnichów. Sam Izajasz (Kopiński) początkowo zwracał się do Kozaków zaporoskich z prośbą o pomoc w odzyskaniu urzędu metropolity kijowskiego, pisał w tej sprawie także do króla Władysława IV. Ten nie zgodził się co prawda usunąć Piotra Mohyły z katedry, lecz zaapelował do Jeremiego Wiśniowieckiego, by umożliwił Izajaszowi ponownie objęcie zarządu nad trzema monasterami, jakie ufundowała niegdyś Raina Wiśniowiecka. Podkreślał, że sama fundatorka życzyła sobie, by Izajasz był ich przełożonym, a on sam włożył znaczny wysiłek w utworzenie wspólnot. Odrębne pismo król skierował do metropolity kijowskiego, sugerując mu, by pogodził się ze swoim poprzednikiem i pozwolił mu na nowo pokierować monasterem św. Michała Archanioła w Kijowie.
Żadna z sugestii króla nie została zrealizowana. W rezultacie Izajasz (Kopiński) postanowił wyemigrować z kraju w ślad za podburzonymi przez siebie mnichami, jednak po drodze został zatrzymany przez ludzi metropolity kijowskiego i siłą sprowadzony do ławry Pieczerskiej. Tam też zmarł.
Zestawiając w 1635 Chronologię prawosławnych metropolitów ruskich, dołączoną do nowej redakcji Pateryku Kijowsko-Pieczerskiego, biskup białoruski Sylwester całkowicie pominął w zestawieniu postać Izajasza (Kopińskiego).

## Pisma i pouczenia duchowe
Izajasz (Kopiński) jest autorem dwóch zbiorów pouczeń duchowych zatytułowanych Drabina duchowa (Lestwica duchownaja) i Alfabet duchowy (Alfawit' duchownyj). Zawarte w nich nauczanie kontynuuje konserwatywną myśl teologiczną mnichów z Athosu, zbliżoną do pism Iwana Wyszeńskiego i Hioba Kniahinickiego. Duchowny odrzucał wartość świeckiego nauczania, wzywał wręcz, by odrzucić całą mądrość doczesną i skupić się wyłącznie na lekturze Pisma Świętego i odmawianiu Modlitwy Jezusowej (hezychazm). Gieorgij Fłorowski określa go jako człowieka o wierze prostej, lecz bardzo silnej, przywiązanego do wschodniochrześcijańskich wzorców teologii i ascezy.